# Дубово-Друге
Дубово-Друге (пол. Dubowo Drugie) — село в Польщі, у гміні Сувалки Сувальського повіту Підляського воєводства.
Населення — 109 осіб (2011).
У 1975-1998 роках село належало до Сувальського воєводства.

## Демографія
Демографічна структура станом на 31 березня 2011 року:
|          | Загалом | Допрацездатний вік | Працездатний вік | Постпрацездатний вік |
| -------- | ------- | ------------------ | ---------------- | -------------------- |
| Чоловіки | 48      | 6                  | 35               | 7                    |
| Жінки    | 61      | 15                 | 37               | 9                    |
| Разом    | 109     | 21                 | 72               | 16                   |